# Ludovic Jumel
Pour les articles homonymes, voir Jumel (homonymie).
Ludovic Jumel est un footballeur français né le 26 avril 1969 à Argenteuil, évoluant au poste de milieu de terrain.

## Biographie
Jumel commence sa carrière au Matra Racing où il intègre l'équipe première en 1987. Après deux saisons sans jouer, il fait ses débuts lors de la saison 1989-1990. Néanmoins, il ne dispute que trois matchs de championnat avant de s'engager avec l'AS Beauvais, en Division 2, où il reste pendant cinq ans. 
Le milieu défensif signe ensuite avec l'Amiens SC où il joue pendant quatre saisons dont trois comme un titulaire important de l'équipe. Non conservé après la saison 1998-199, il se retrouve sans club et participe au stage des joueurs libres de l'Union nationale des footballeurs professionnels. En octobre 1999, il est mis à l'essai par le Toulouse FC, tout juste relégué de Division 1, mais ne convainc pas le staff. Finalement, il rejoint le Stade de Reims, promu en National, et joue quatorze rencontres. Jumel termine sa carrière dans le club amateur de l'US Chantilly. 
En 2004, il se reconvertit comme décorateur graphiste. Avec Pascal Hatchouel, il devient co-entraîneur de l'US Saint-Maximin pour la saison 2015-2016.
Marié à Sabine, il a deux filles, Audrey et Cassandre, qui désirent devenir joueuse de tennis professionnelle.